# الشيخ عمار
قرية الشيخ عمار هي إحدى القرى التابعة لمركز طما بمحافظة سوهاج في جمهورية مصر العربية. حسب إحصاءات سنة 2006، بلغ إجمالي السكان في الشيخ عمار 3434 نسمة، منهم 1690 رجل و1744 امرأة.